# Tetramesa leucospae
Tetramesa leucospae is een vliesvleugelig insect uit de familie Eurytomidae. De wetenschappelijke naam is voor het eerst geldig gepubliceerd in 2005 door Zerova & Madjdzadeh.